# Dschidda (Insel)
Die Insel Dschidda (arabisch جزيرة جدة, DMG Ǧazīrat Ǧidda) ist ein nicht bewohntes Eiland in Bahrain. Sie liegt westlich der Bahrain-Insel und nördlich der Insel Umm Nasan im persischen Golf. Es ist mit Umm Nasan durch einen knapp 1600 Meter langen Damm verbunden.
Dschidda war der Ort eines von Bahrains Gefängnissen. Majeed Marhoon, Abdulhadi Khalaf und einige andere politische Aktivisten verbrachten hier Zeit in den 1960er und 1970er Jahren.
Später ging die Insel in den Privatbesitz von Premierminister Chalifa bin Salman Al Chalifa über und ist derzeit für die Öffentlichkeit nicht zugänglich. Auf der Insel befindet sich ein Palast, Gärten, ein Hubschrauberlandeplatz, eine Moschee und verschiedene andere Örtlichkeiten, welche für den Premierminister und seine Familie gebaut wurden, obwohl die Insel an sich unbewohnt ist und Scheich Chalifa selbst in ar-Rifa auf der Hauptinsel Bahrain lebt.
Die Insel besteht aus Kalkstein-Klippen. Es wird angenommen, dass die Felsblöcke, welche aus der Insel geschnitten wurden, beim Bau des Barbar-Tempels auf der Insel Bahrain verwendet wurden.